# San Marinos Grand Prix 2005
San Marinos Grand Prix 2005 var det fjärde av 19 lopp ingående i formel 1-VM 2005.

## Rapport
Fernando Alonso, Renault, vann 0,2 sekunder före Michael Schumacher, Ferrari, som körde upp från den 13:e startplatsen. 
Jenson Button, BAR-Honda, som kom trea, misstänktes ha kört med en för lätt bil då bränsletanken tömts, trots att funtionärerna ansåg att bilen var reglementsenlig under loppet. FIA var dock inte nöjda med funktionärernas utlåtande, varför ärendet togs upp av International Court of Appeal i Paris. Button bedömdes ha haft en felaktig bil, varför båda BAR-bilarna diskvalificerades, vilket alltså även drabbade Takuma Sato. BAR blev också avstängda från deltagande i det två efterföljande loppen, Spaniens Grand Prix 2005 och Monacos Grand Prix 2005. 
Ralf Schumacher, Toyota, som kom åtta hamnade istället på elfte plats efter att ha fått 25 sekunder tidstillägg för en farlig manöver i depåområdet. Toyotas depåpersonal släppte iväg tysken alldeles framför nosen på Nick Heidfelds Williams-BMW efter ett stopp. Efter att Button och Sato diskvalificerats slutade Ralf Schumacher på nionde plats.
Anledningen att Toyotastallet inte överklagade var att de hade deltagit utan tävlingslicens och därför riskerade att bli diskvalificerade från säsongens fyra första lopp.

## Resultat
1. Fernando Alonso, Renault, 10 poäng
2. Michael Schumacher, Ferrari, 8

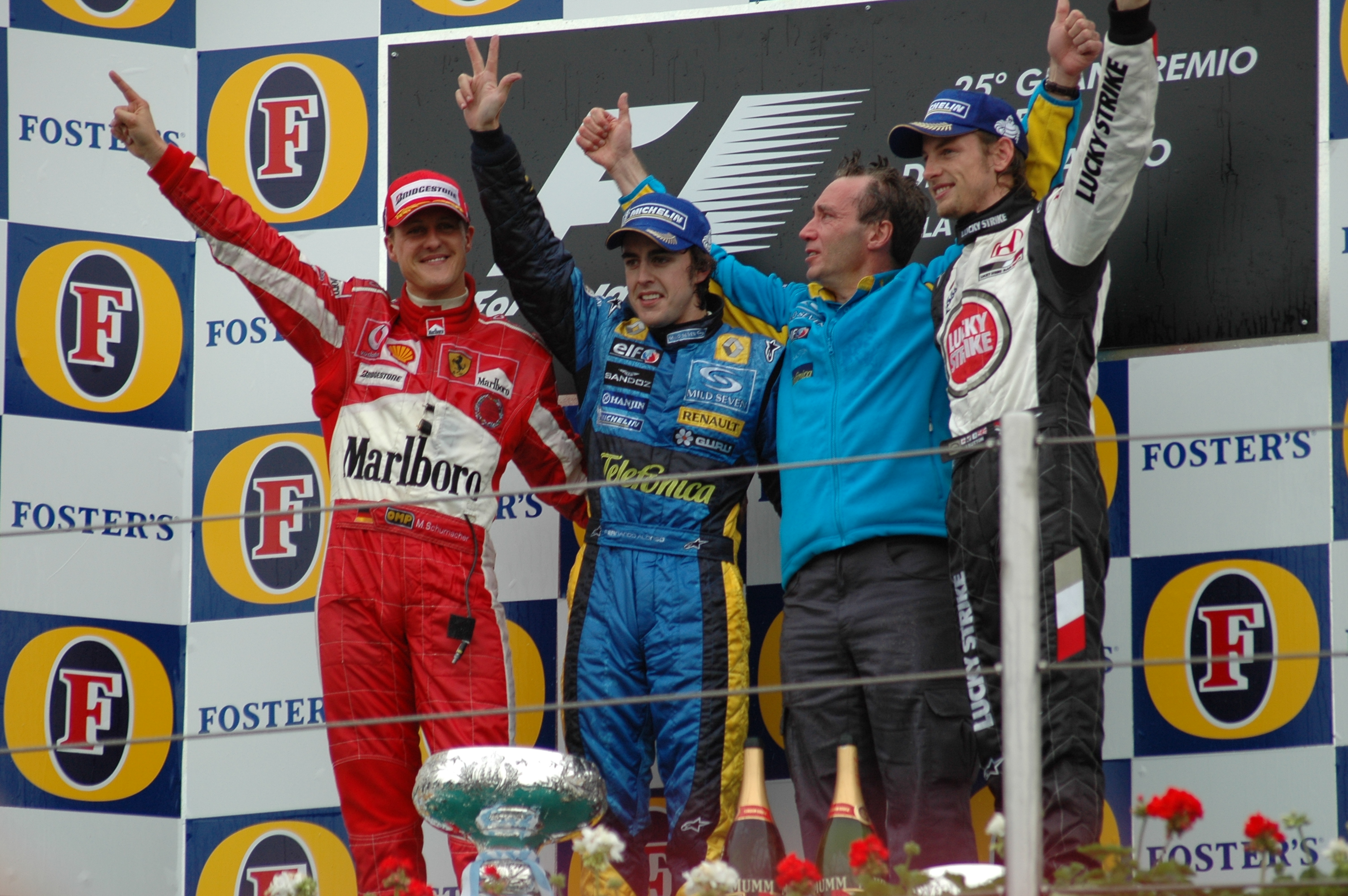
Prispallen i San Marino 2005

3. Alexander Wurz, McLaren-Mercedes, 6
4. Jacques Villeneuve, Sauber-Petronas, 5
5. Jarno Trulli, Toyota, 4
6. Nick Heidfeld, Williams-BMW, 3
7. Mark Webber, Williams-BMW, 2
8. Vitantonio Liuzzi, Red Bull-Cosworth, 1  (debutant)
9. Ralf Schumacher, Toyota (se nedan)
10. Felipe Massa, Sauber-Petronas
11. David Coulthard, Red Bull-Cosworth
12. Narain Karthikeyan, Jordan-Toyota
13. Tiago Monteiro, Jordan-Toyota

### Förare som bröt loppet
- Christijan Albers, Minardi-Cosworth (varv 20, hydraulik)
- Rubens Barrichello, Ferrari (18, elsystem)
- Kimi Räikkönen, McLaren-Mercedes (9, drivaxel)
- Patrick Friesacher, Minardi-Cosworth (8, koppling)
- Giancarlo Fisichella, Renault (5, olycka)

### Förare som diskvalificerades
- Jenson Button, BAR-Honda
- Takuma Sato, BAR-Honda